# Theater Atelier
Das Theater Atelier in Stuttgart-Ost ist ein privates Kammertheater. Der kulturelle Veranstaltungs- und Ausstellungsort für Theater, Lesungen, Bildende Kunst, Tanz und Musik fasst rund 50 Zuschauer. Gegründet wurde das Theater im Januar 2014 von dem Schauspieler und Regisseur Vladislav Grakovskiy.

## Spielort, Programm
Das Theater verfügt über eine variable Bühne, die als Guckkasten- oder Einraumbühne genutzt werden kann.
Das Ensemble besteht aus freien, professionellen Schauspielern. Das Repertoire umfasst etwa 12 Produktionen, die im Wechsel gespielt werden. Dazu kommen pro Spielzeit etwa 4 Premieren. Das Programm wird durch Gastspiele anderer Künstler und Theater ergänzt.
2017 bis 2021 spielte das Theater Atelier im Rahmen des Projekts „Szenenwechsel“ seine Inszenierungen in der russischen Partnerstadt Samara auf der Bühne des Theaters Samarskaja Ploschad.

## Hausproduktionen des Theaters Atelier (Auswahl)
- 2014: Der Idiot nach Dostojewski
- 2014: Nasreddin vs. Eulenspiegel[4]
- 2015: Don Juan von Molière
- 2015: Im Schatten von Stammheim[5][6]
- 2015: Der Nussknacker. Kein Ballett nach E. T. A. Hoffmann
- 2016: Grüner See. Rotes Wasser von Anna Beresa
- 2016: Alice im Wunderland nach Lewis Carroll (Regie Ksenia Lakmut)
- 2017: Die toten Seelen nach Gogol
- 2017: Der Drache von Schwarz
- 2017: König Ödipus von Bodo Wartke
- 2018: Die Verwandlung nach Kafka (Regie Ksenia Lakmut)
- 2018: Der Spieler nach Dostojewski
- 2018: Der Kirschgarten von Tschechow
- 2019: Der Sandmann nach E. T. A. Hoffmann (Regie Ksenia Lakmut)
- 2019: Nachtasyl von Maxim Gorki
- 2020: Das Wunder des Heiligen Antonius von Maeterlinck
- 2021: Stern ohne Namen von Mihail Sebastian
- 2021: Der Gott des Gemetzels von Yasmina Reza
- 2022: Die Kunst ein gutes Stück zu schreiben von Ferenc Molnar
- 2023: Der letzte Vorhang von Maria Goos
- 2024: Gateway / Roter Teppich von Eleana Rotella / Giulia Trivero

Zusammenarbeit
- Festivals Made in Stuttgart / Made in Germany[7]
- Veranstaltungen auf Französisch, Ukrainisch, Georgisch, Spanisch, Lingala, Usbekisch, Russisch, Italienisch
- Improreihe stuttgart improvisiert[8]
- Kultur für alle
- Sonderveranstaltung 1001 Nacht
- Stuttgartnacht